# Surapong Kongthep
Surapong Kongthep (Thai: สุรพงษ์ คงเทพ, * 18. Januar 1979 in Bangkok), auch als Aun bekannt, ist ein thailändischer Fußballtrainer und ehemaliger Fußballspieler.

## Karriere

### Spieler
Als Spieler war er von 2007 bis 2012 beim FC Chula United FC. 2007 spielte der Verein in der zweiten Liga. Ende 2007 wurde man Vizemeister und stieg in die erste Liga auf. Nach zwei Jahren in der ersten Liga musste man Ende 2009 wieder den Weg in die Zweitklassigkeit antreten. 2011 stieg mal als Tabellendritter wieder in die erste Liga auf.
Am 1. Januar 2013 beendete Surapong Kongthep seine Karriere als Fußballspieler.

### Trainer
2013 unterschrieb er einen Vertrag als Jugendtrainer bei Muangthong United in Pak Kret. 2015 wurde er an Pattaya United ausgeliehen, wo er als Assistenztrainer arbeitete. Nach der Entlassung des damaligen englischen Trainers Sean Luke Sainsbury im April 2015 arbeitete er bis Juli 2015 als Interimstrainer. Im Juli übernahm dann der südkoreanische Trainer Lim Jong-heon die Verantwortung bei Pattaya United. Nach der Saison zog es ihn nach Bangkok zurück, wo er 2016 Assistenztrainer bei BEC-Tero Sasana wurde. Nachdem am 11. Mai 2016 der damalige serbische Trainer Branko Smiljanić entlassen wurde, übernahm er als Interimstrainer den Club bis Ende der Saison 2016. 2017 unterschrieb er einen Vertrag bei Pattaya United. Nachdem der Club Pattaya United Ende November aufgelöst worden war, nahm er seine Tätigkeit beim Nachfolgerverein Samut Prakan City FC auf. Nach 6 Monaten verließ er den Verein und unterschrieb einen Vertrag beim Ligakonkurrenten Chiangmai FC. Nachdem der Verein Ende 2019 in die Zweite Liga, der Thai League 2, abstieg, verließ er den Club und unterschrieb einen Vertrag beim Erstligisten Sukhothai FC in Sukhothai. Nachdem der Klub am letzten Spieltag durch eine 0:1-Niederlage gegen den direkten Konkurrenten Suphanburi FC noch auf einen Abstiegsplatz abgerutscht war, trat er Anfang April 2021 von seinem Posten zurück. Im Mai 2021 übernahm er das Traineramt beim Erstligaaufsteiger Chiangmai United FC in Chiangmai. Ende Oktober 2021 wurde sein Vertrag bei Chiangmai aufgelöst und er wurde durch den Brasilianer Ailton Silva ersetzt. Anfang Februar 2023 unterschrieb er in Bangkok einen Vertrag beim Erstligisten Port FC. Bei dem Hauptstadtverein stand er bis zum 7. November 2023 unter Vertrag. Im Sommer 2024 wurde er in Ratchaburi beim Erstligisten Ratchaburi FC als neuer Cheftrainer vorgestellt. Nach einem Sieg in sechs Ligaspielen trat er Mitte September 2024 von seinem Amt als Cheftrainer zurück. Im Juli 2025 kehrte er nach Ratchaburi zurück. Hier übernahm er das Amt des Direktors der Ratchaburi Academy.

## Auszeichnungen
- Thai League

Trainer des Monats – Juni 2016
Trainer des Monats – Juli 2018
Trainer des Monats – Oktober 2019